# Luciano Tajoli
Luciano Tajoli (ur. 17 kwietnia 1920 w Mediolanie, zm. 3 sierpnia 1996 w Merate) – włoski wokalista i aktor. Zwycięzca Festiwalu Piosenki Włoskiej w San Remo w 1961 roku z piosenką „Al di là”, wykonaną w parze z Betty Curtis.

## Życiorys
Luciano Tajoli urodził się jako syn Francesca i Antonii. Gdy miał rok, zachorował na chorobę Heinego-Medina. Po raz pierwszy wystąpił mając cztery lata. Po ukończeniu szkoły rozpoczął pracę, najpierw u krawca, później jako pomocnik fryzjera. Pracował w dzień, śpiewając wieczorami serenady autorstwa takich mistrzów jak: Giovanni D'Anzi, Cesare Andrea Bixio, Vittorio Mascheroni, Mario Schisa. Brał też lekcje śpiewu oraz słuchał radia, a zwłaszcza głosu tenora Beniamina Gigliego. Słuchał też porad starszych śpiewaków. W 1939 roku wystąpił w Teatrze Odeon w Mediolanie w konkursie Giardino d’Inverno w kategorii: nowe głosy, którą wygrał.
W 1940 roku wygrał konkurs zorganizowany przez EIAR, po którym podpisał kontrakt nagraniowy. W 1941 roku zanotował pierwszy sukces nagrywając piosenkę „Villariste” Maria Ruccione. W kolejnych latach śpiewał w różnych klubach i salach tanecznych oraz dokonywał nagrań dla wytwórni Odeon. Jego osiągnięcia z tego okresu to piosenki: „E zitto amore”, „Credimi”, „Casetta tra gli abeti”, „Lontananza”, „Son geloso di te”, „Serenata sincera”, „Mai e poi mai”. W lutym 1943 roku ożenił się z Liną Agnesi.
Obdarzony delikatnym głosem uchodził za piosenkarza sentymentalnego. Występował w radiu oraz grał w spektaklach (Tutto per lo svolleto, Cosa succede a Porta Romana, Quando cantava, Ancora un po’ di cuore). W 1942 roku zadebiutował w filmie La Bisbetica domata w reżyserii Ferdinanda Marii Poggioli. W 1950 roku wystąpił w filmie Canzoni per le strade Maria Landiego, po którym przyszły kolejne: Trieste mia! (1951, reżyseria Mario Costa), La Pattuglia dell’Amba Alagi (1953, Flavio Calzavara), Il Romanzo della mia vita (1952, film biograficzny), Don Lorenzo (1952, Carlo Ludovico Bragaglia), Napoli piange e ride (1955, Flavio Calzavara), Il cantante misterioso (1954, Marino Girolami), Cantando sotto le stelle (1956, Marino Girolami), La voce che uccide (1956, Aldo Colombo). W filmach tych śpiewał przeboje, a także własne kompozycje, jak: „Sei stata tu”, „Il valzer della strada”, „Luce degli occhi miei” czy „Io vendo baci”. W kilku filmów muzycznych użyczył swojego głosu na ścieżce dźwiękowej. Grał u boku takich aktorów jak: Ernesto Calindri, Giulietta Masina, Milly Vitale, Carlo Ninchi, Dante Maggio, Antonella Lualdi, Franco Interlenghi i Marcella Mariani.
W latach 50. należał do najpopularniejszych włoskich piosenkarzy obok takich gwiazd jak: Claudio Villa, Luciano Virgili, Achille Togliani i Narciso Parigi. Odbywał długie trasy koncertowe sprzedając duże ilości płyt. W czasie swojej długiej kariery sprzedał ponad 45 milionów płyt na całym świecie. W 1961 roku wystąpił na Festiwalu Piosenki Włoskiej w San Remo w 1961 roku z piosenką „Al di là” (Mogol-Donida), wykonaną w parze z Betty Curtis. W sumie na festiwalu w San Remo wystąpił 4 razy. W latach 60. z powodzeniem wystąpił w dwóch pierwszych edycjach konkursu Cantagiro oraz w Festiwalu Piosenki Neapolitańskiej. W ciągu swojej kariery występował w Australii, Ameryce Południowej, Japonii (gdzie wydał także album w języku japońskim), Hiszpanii, Berlinie, Londynie i Nowym Jorku. Lata 70., 80. i 90. w jego karierze to głównie trasy koncertowe we Włoszech i za granicą. Ostatni koncert dał 21 czerwca 1996 roku w Merate z okazji obchodów 55-lecia swojej kariery artystycznej.